# Anthony Gibbs & Sons
Anthony Gibbs & Sons fue una empresa británica establecida en Londres desde 1802 que operaba internacionalmente como comerciante, prestamista, asegurador y armador. La casa Gibbs era representada desde 1822 en Lima y en desde 1826 en Valparaíso, por la filial Guillermo Gibbs y Cía. Los intereses de la empresa abarcaban el comercio de telas, frutas, vino, guano y salitre, lo que la llevó a involucrarse en la banca, el transporte marítimo y los seguros. Habiendo sido propiedad familiar desde su fundación, a principios del siglo XX se centró en la banca y los seguros en lugar de en la importación y exportación. 
Cotizó en la Bolsa de Valores de Londres en 1973, fue comprada por HSBC en 1981 y formó la base de su división de corretaje de seguros, ahora parte de la compañía de seguros global Marsh McLennan. 

## Anthony Gibbs (1756-1815)

### Primeros años de vida
Anthony Gibbs nació en Exeter, Devon; era el tercer hijo del Dr. George Abraham Gibbs (1718-1794), de Clyst St George, Devon, cirujano jefe del Hospital Real de Devon y Exeter. Después de dejar la Exeter Grammar School, Anthony Gibbs fue aprendiz del comerciante Nicholas Brooke, cuya empresa exportaba telas de lana de fabricación local a España. Brooke envió a Anthony a Madrid, donde aprendió a hablar español con fluidez.: 23 
Después de que terminó su aprendizaje en 1778, Anthony se dedicó a exportar telas a España, Italia y otros lugares con su hermano Abraham (1754-1782). Después de la temprana muerte de Abraham en 1782, en 1784 Anthony se casó con la ex prometida de su hermano, Dorothea Barnetta Hucks (Dolly). Con dinero prestado de su padre, en 1786 Anthony estableció una fábrica de telas en Exwick, en las afueras de Exeter: Gibbs, Granger & Banfill. Sin embargo, en 1789 Anthony Gibbs se había extendido demasiado, pidiendo prestado a su padre y a otros, y tanto él como su padre fueron declarados en quiebra en 1789, dejándolos con deudas de 40.000 libras esterlinas.: 110–116 

### España y Portugal
Tras el fracaso empresarial en Exeter, en 1789 Anthony Gibbs se trasladó a Madrid con su esposa e hijos, donde pasó casi 20 años actuando como agente para varias casas mercantiles en Inglaterra (incluida la fábrica de Exwick) y comerciando por derecho propio. Su hijo William nació en Madrid en mayo de 1790. Anthony deseaba limpiar su nombre y pagar a sus acreedores, y mientras estaba en España formó una red comercial y comenzó a exportar telas desde Inglaterra a la Península Ibérica y a exportar vino y frutas españoles a Inglaterra. Expulsado de España por la guerra en 1797, dirigió sus negocios en Lisboa de 1798 a 1801, pero en 1802 regresó a España y se estableció como comerciante en Cádiz. En 1804, ante el probable estallido de la guerra entre España y Gran Bretaña, Anthony necesitaba un nuevo mercado para sus productos y se dio cuenta de que podía comerciar con los virreinatos españoles en América del Sur. En 1806 fleta la Hermosa Mexicana con un cargamento de textiles para el viaje de ida y vuelta de Lisboa a Lima; en el viaje de regreso importando productos del Perú a Londres. Este fue el comienzo del comercio de la familia con América del Sur que haría la fortuna de Gibbs.: 164 

### Fundación de Anthony Gibbs & Sons
En 1808, Anthony trasladó su familia y su negocio a Londres y compró una casa en Dulwich Common. Con la ayuda de su hermano Sir Vicary Gibbs (1751-1820), Antonio fue nombrado uno de los cuatro comisionados en Londres para ocuparse de los barcos y mercancías portugueses enviados a Inglaterra tras la invasión española de Portugal en la Guerra de la Península. En septiembre de 1808 fundó la firma Anthony Gibbs & Son con su hijo mayor (George) Henry Gibbs (1785-1842), quien, aunque bautizado como George, siempre fue referido por su segundo nombre, Henry.: 23  Otro hijo, William Gibbs (1789-1875), que había estado trabajando para George Gibbs and Sons en Bristol, se mudó a Londres para actuar como secretario de la Comisión y de la empresa de su padre. En 1813, Henry había sido nombrado socio gestor de la oficina de Londres y William estaba en España, dirigiendo la oficina allí. Este mismo año, la firma pasó a llamarse Anthony Gibbs & Sons cuando William se unió a la sociedad.: 220 : 353 

## La continuidad de los miembros de la familia Gibbs en el negocio
Antony Gibbs murió en 1815 y, tras la muerte de su padre, su hijo William regresó a casa para dirigir el negocio con su hermano Henry. Los dos prometieron pagar las deudas de su padre y su abuelo por sus quiebras en 1789, y lo habían hecho con todos los intereses pagados en 1840. Después de la muerte de Henry en 1842, su hijo Henry Hucks Gibbs (1819-1907) se unió a la empresa, con su tío. William como socio principal.
La empresa tenía su sede en Londres en 13 Sherborne Lane, Lombard Street (desde ca. 1809), 20 Great Winchester Street (1814-15), 28 Great Winchester Street (1815-26), 47 Lime Street (1826-50) y 15 Bishopsgate, posteriormente numerado como 22 Bishopsgate (1850-?).
Muchos miembros de la familia Gibbs continuaron como socios/directores de la firma después de la muerte de Henry Hucks Gibbs en 1907, entre ellos: George Louis Monck Gibbs, Alban George Henry Gibbs, Vicary Gibbs, Herbert Cokayne Gibbs, Henry Lloyd Gibbs, John Arthur Gibbs, Gerald Henry Beresford Gibbs, Walter Durant Gibbs, Geoffrey Cokayne Gibbs, Leonard Charles Michael Gibbs y Antony Durant Gibbs.: 127–129 
Muchos de los mencionados anteriormente pasaron tiempo en las oficinas de la firma en Sudamérica o Australia, así como en Londres.: 127–129 

## Comercio del guano

### Primeros contratos
En la década de 1820, aprovechando la desintegración del Imperio español, la empresa aprovechó las oportunidades para comerciar con América del Sur y abrió oficinas en Lima (1822), Guayaquil y Arequipa (1823) y Valparaíso (1826). La empresa exportaba productos ingleses a América del Sur e importaba a Europa, por encargo, productos como cacao, algodón y corteza (las exportaciones posteriores incluyeron cobre, estaño, plata, alpaca y lana). La firma también comenzó a asegurar bienes y aceptar depósitos financieros y valores en nombre de otros clientes. En 1832, sus negocios en América del Sur, así como su banca comercial en Londres, iban bien y durante los diez años siguientes la empresa obtuvo ganancias constantes hasta convertirse en la principal empresa comercial de Londres en la costa del Pacífico.
La suerte de la empresa cambió en 1842 cuando su agente en América del Sur firmó contratos con los gobiernos de Perú y Bolivia para comprar envíos de guano. La empresa no fue la única empresa extranjera que firmó un contrato con Perú para exportar guano, pero fue la más importante porque pudo prestar la mayor cantidad de dinero al gobierno peruano.: 3  William lo llamó "un acto de locura" debido a los enormes préstamos necesarios para facilitar el negocio; pero, rico en nitrógeno y fosfato, gracias a la promoción del guano por parte de Gibbs en Gran Bretaña, pronto los agricultores lo aceptaron como fertilizante esencial.

### William Gibbs y las ganancias obtenidas con el comercio del guano
Entre 1842 y 1847, sus contratos con los gobiernos peruano y boliviano para la importación de guano generaron ingresos netos de 831.006 libras esterlinas y 126.915 libras esterlinas respectivamente. En 1842, al comienzo de la Era del Guano, la firma entró en negocios con el gobierno de Perú como consignataria de las ventas de guano en Europa.: 461  A partir de 1850 trataron exclusivamente con el Gobierno peruano.: 28 
El National Trust afirma que 'la empresa utilizó mano de obra esclavizada para extraer el guano antes de que se prohibiera la esclavitud en Perú en 1854; su trabajo también incluía a convictos, reclutas y desertores del ejército", y que de 1842 a 1861, cuando operaban su negocio de guano, "las condiciones de los trabajadores, incluidos el salario y la atención médica, mejoraron bajo el control de Gibbs, junto con la presión de observadores externos". Sin embargo, Johnson afirma que: 'Como muchos comerciantes extranjeros durante el siglo XIX, Gibbs fue apartado del proceso de extracción de guano. Tuvieron muy poca participación en la carga física y excavación de guano en las islas, y continúa describiendo a quién contrató el gobierno peruano para la extracción de guano.: 60 
La empresa importaba 100.000 toneladas de guano al año, comprándolas a unos 15 dólares y vendiéndolas a 50 dólares la tonelada. Tenían un monopolio sobre el comercio que alcanzó su punto máximo entre 1850 y 1856, cuando importaron más de 214.700 toneladas de guano sólo a Gran Bretaña.
En su apogeo, cada año entre 300 y 400 barcos salían de las islas Chincha frente a Perú con guano. Debido a las pérdidas causadas por barcos sobrecargados, la empresa implementó un certificado de topógrafo para la altura del costado del barco cargado, y en 1860 a William Gibbs se le ocurrió la idea de marcar ese punto. Esto condujo en 1876 a la Ley de Marina Mercante que hizo obligatoria la línea Plimsoll en todos los barcos británicos.
Las ganancias de la empresa por el comercio del guano fueron inmensas, lo que enriqueció a William Gibbs como único socio entre 1842 y 1847 y posteriormente recibió del 50 al 70% de las ganancias de la empresa, de modo que en la década de 1860 tenía £1.500.000 en el negocio. Su participación en las ganancias de la empresa le permitió comprar un terreno en lo que hoy es North Somerset y construir la propiedad que ahora pertenece al National Trust, Tyntesfield. Según el periódico Times, era el plebeyo más rico de Inglaterra.
Hacia finales del siglo XIX, William Gibbs inspiró una canción popular de music hall: "William Gibbs hizo su parné, vendiendo los excrementos de pájaros extranjeros"/"William Gibbs made his dibs, Selling the turds of foreign birds".
Cuando William se jubiló en 1858, dejó a su sobrino Henry Hucks Gibbs como socio principal, aunque conservaba una participación en el negocio, y cuando William murió en 1875, legó la mayor parte de su participación en la sociedad a Henry, quien dirigió la empresa desde 1875 hasta 1907.

## Diversificación en Sudamérica
El contrato de la empresa con el Gobierno peruano expiró en 1861, diversificándose luego hacia otras áreas de negocios. Estaban involucrados en una amplia gama de actividades comerciales; ganaban comisiones negociando en nombre de otros y ponían financiación a disposición de otras empresas. Invirtieron en bonos gubernamentales y también ampliaron su negocio exportando nitrato, cobre, lana, algodón, caucho y otros productos de América del Sur.: 74 
La empresa cerró su sucursal de Lima en 1880 y trasladó su base sudamericana a Chile, donde fabricaba nitrato de sodio y su subproducto yodo, además de ser agente de los Ferrocarriles del Estado de Chile. El nitrato de sodio tenía demanda en el floreciente comercio de municiones en Europa y América del Norte: la empresa suministró al gobierno británico nitrato de sodio para municiones durante la Primera Guerra Mundial.

### Consignatario del salitre peruano en Europa
En 1873, el estado peruano creó el Estanco del salitre con el fin de controlar el precio internacional del fertilizante y de esa manera aumentar las recaudaciones fiscales provenientes de la venta de guano y salitre, insumos agrícolas de los cuales tenía casi un monopolio mundial.: 110 : 462  El estanco fracasó, pero inició una serie de medidas que terminaron en 1875 con la expropiación de los depósitos salitreros de Tarapacá. 
Antes de ser expropiada, la Tarapacá Nitrate Company, controlada por la filial peruana de Gibbs, había perdido 484.524 soles entre 1873 y 1875, en una inversión que llegaba a 1.274.524 soles. Por eso la expropiación fue un negocio redondo para la compañía. Por cierto, la empresa quedó con la supervisión de la producción de salitre en las oficinas que le vendió al estado.: 461 
Tras la bienvenida expropiación de sus inversiones en Tarapacá, la Guillermo Gibbs y Cía., en mayo de 1876, pasó a ser consignataria exclusiva para la venta del salitre peruano en Europa.: 461 

### Inversiones en el salitre de Tarapacá y Antofagasta
En 1865 invirtió en la explotación del salitre en Tarapacá: fue el socio principal de la Tarapacá Nitrate Company. 
En 1869 llegó a un acuerdo con la Melbourne Clark and Company, que posteriormente se llamaría Compañía de Salitres y Ferrocarriles de Antofagasta, para invertir en la explotación del salitre en Bolivia. Los accionistas mayoritarios eran los chilenos Agustín Edwards Ossandón y Francisco Puelma, pero la casa Gibbs era importante porque poseía el conocimiento y las mejores relaciones comerciales con Europa para la venta del salitre producido.: 5–6 : 289 

### Presión sobre la CSFA para reducir la exportación de salitre
La CSFA era el único competidor del salitre peruano en el mercado internacional,: 462  y la firma Gibbs tenía un 25% de sus acciones. En una carta desde Londres del 16 de abril de 1878, dos meses después de promulgar la ley del impuesto de los 10 centavos, escrita por el presidente de la empresa principal, Henry Gibbs, a la filial chilena Guillermo Gibbs y Cía, le advertía de que enfrentarían la hostilidad de un "gobierno vecino" si no ponían límite (5000 toneladas mensuales) a la producción de la CSFA.: 464 
Roberto Querejazu Calvo, historiador boliviano, añade que en febrero de 1878, durante las discusiones en la Asamblea de Bolivia que antecedieron la aprobación de la ley del impuesto de los 10 centavos, el diputado Franklin Alvarado pidió extender el impuesto de los 10 centavos a las licencias compradas por Meiggs para El Toco, inmediatamente fue rechazada

### Pago de los costos de licencias en Bolivia
En enero de 1876 el gobierno boliviano ofreció licencias para la explotación de los depósitos salitreros de El Toco, al este del actual Tocopilla, que fueron finalmente adquiridas por el hermano de Henry Meiggs que realmente lo hacía a nombre del gobierno peruano.: 461  El pago de los costos de las licencias bolivianas, 10.000 bolivianos mensuales, fue cargada a la empresa Gibbs según se desprende de documentos encontrados en los anales de la firma inglesa conservados en Londres.: 463 

### Tambopata Rubber Syndicate

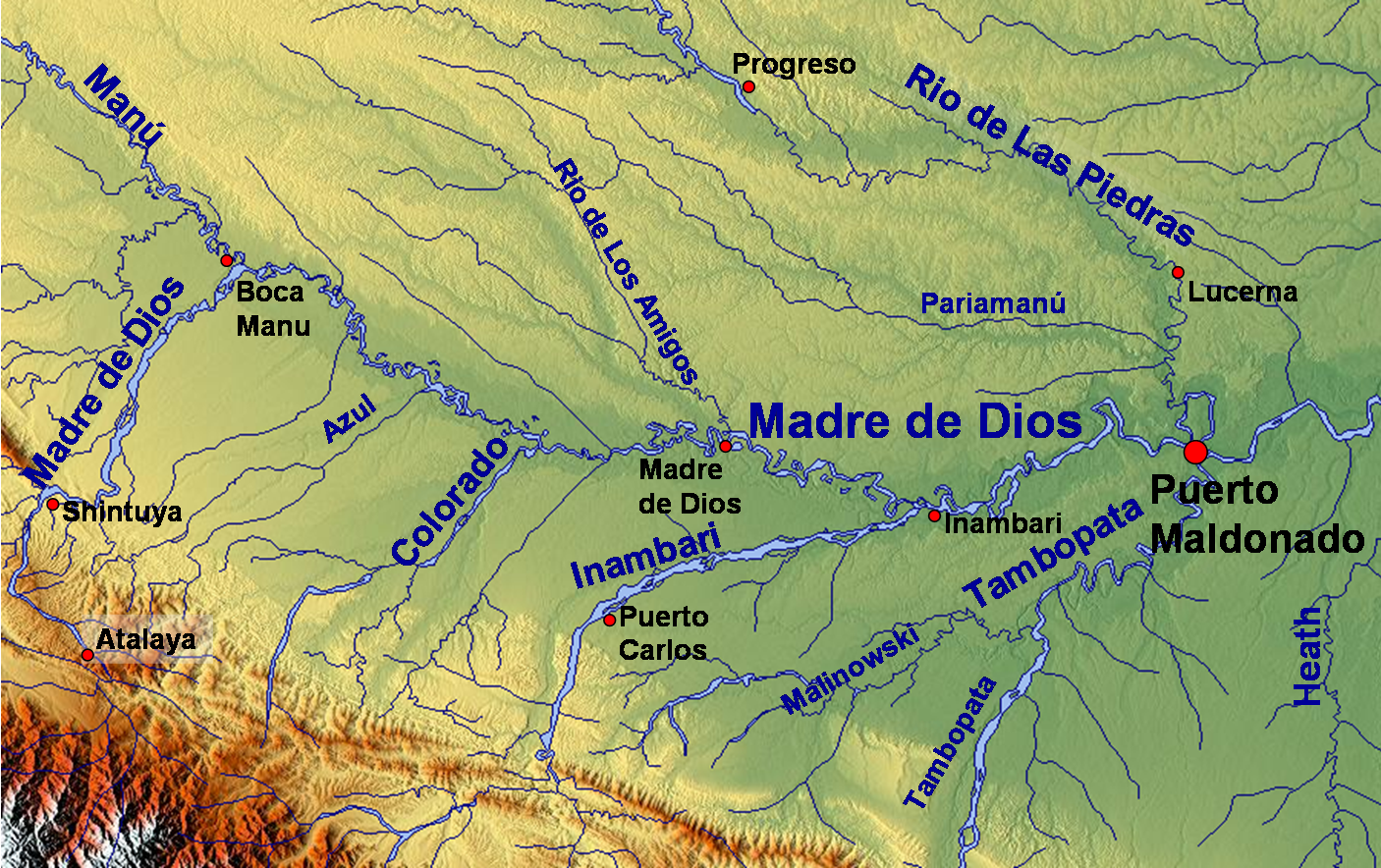
Mapa que representa los afluentes del río Madre de Dios, incluido el río Tambopata.

En 1907, Anthony Gibbs & Sons proporcionó el capital para la recién formada empresa británica, Tambopata Rubber Syndicate, que tenía dos fincas productoras de caucho en el río Tambopata a lo largo de la frontera entre Bolivia y Perú. También compraron a £1 cada una 7.501 de las 15.000 acciones de Tambopata Rubber. En septiembre de 1907, Tambopata Rubber hipotecó sus "fincas, granjas, obras, edificios y concesiones" a Anthony Gibbs and Sons. La empresa fue contratada para enviar y vender todo el caucho extraído por Tambopata Rubber, así como para proporcionar la maquinaria necesaria para el negocio. El Tambopata Rubber Syndicate, junto con The Inca Mining Company y la Inca Rubber Company controlaron el 74% de las tierras cedidas por el gobierno peruano alrededor de los ríos Inambari y Tambopata durante el auge del caucho.
El Tambopata Rubber Syndicate utilizó una forma de trabajo en condiciones de servidumbre, lo que significaba que su fuerza laboral de 300 a 500 indígenas recibía beneficios como comida o alojamiento, por los cuales se les cobraban intereses y luego tenían que pagar, dejándolos endeudados, incluso después de habían muerto. Los trabajadores también morían de hambre y, a menudo, eran castigados. La Sociedad Antiesclavitud recopiló registros de las condiciones de los trabajadores. Sin embargo, el investigador Nic Madge concluye: "No hay nada que indique que los socios de Gibbs fueran directamente conscientes del alcance de la opresión de los pueblos indígenas".: 159 
En 1912, Anthony Gibbs and Sons decidió liquidar gradualmente el negocio porque no sentían que pudieran competir con otras empresas productoras de caucho y terminó sufriendo una pérdida significativa. Esto se debió a varias razones, entre ellas: la constante escasez de mano de obra; transporte difícil y costoso; comida insuficiente en la región; y el hecho de que los árboles de caucho en la finca Tambopata tuvieron que ser talados para extraer su látex, lo que significó que los trabajadores tuvieron que viajar cada vez más lejos para extraer el caucho. Gibbs también afirmó que era tres veces más caro extraer caucho en América del Sur que en el Lejano Oriente.

## Adquisición de Gibbs, Bright & Co. y el SSGreat Britain

### Gibbs, Bright y Co., Bristol
En 1881, Anthony Gibbs and Sons absorbió una empresa que se originó en Bristol en el siglo XVIII y en 1839 operaba como Gibbs, Bright and Co. En 1789, el hermano mayor de Anthony Gibbs, George Gibbs (1753-1818), se había asociado con su primo. Samuel Munckley, un comerciante que comerciaba con las Indias Occidentales con productos cultivados por esclavos, con sede en Bristol, pero también originario de Exeter. Se le unió su hijo, George Gibbs (1769-1863) en 1802. La empresa pasó a llamarse George Gibbs and Son en 1808. George Junior estaba casado con la hermana de William Gibbs, Harriet, en 1814, y se convirtió en director de la empresa con la muerte de su padre en 1818, cuando otro comerciante de Bristol, Robert Bright, se convirtió en socio. Originalmente, la empresa había ganado dinero participando en la economía de la esclavitud, como comerciantes que importaban azúcar cultivada por esclavos de las Indias Occidentales. Con la abolición de la esclavitud en 1834, George Gibbs y Robert Bright recibieron una compensación por algunas plantaciones de las que eran acreedores hipotecarios o que administraban en nombre de la familia Bright.: 133 
En la década de 1880, Gibbs, Bright and Co. todavía importaba azúcar y poseía plantaciones en el Caribe, pero su actividad principal era la de agente líder en transporte marítimo y seguros, habiendo abierto una oficina en Liverpool en 1805. En 1852, Gibbs, Bright and Co. había comprado el SS Great Britain (originalmente botado en 1843) para transportar emigrantes a Australia navegando desde Liverpool. Sin embargo, en 1876 el SS Great Britain se había quedado obsoletpo y el número de emigrantes estaba disminuyendo. Regresó a Liverpool desde Australia y permaneció inactiva en Birkenhead durante cinco años antes de que Anthony Gibbs & Sons la adquiriera por £6.500 para el comercio a granel entre Gran Bretaña y San Francisco.

### Fusión de las dos empresas
1881 fue el año en el que Anthony Gibbs and Sons absorbió Gibbs, Bright and Co., y las dos empresas se convirtieron en una. A partir de 1882, el SS Great Britain transportó principalmente carbón y trigo de Gales. En 1886 sufrió graves daños en una tormenta frente al Cabo de Hornos y no se pudo reparar económicamente, por lo que la empresa lo vendió a la Compañía de las Islas Malvinas.
En 1881, Gibbs, Bright and Co. tenía sucursales en Liverpool, Australia y Dunedin, Nueva Zelanda, y una vez absorbida por Anthony Gibbs and Sons, la empresa estableció más sucursales en toda Australia. Establecieron servicios de vapor entre Australia y Nueva Zelanda, y en la década de 1890 la Intercolonial Steamship Company prestaba servicios a los puertos costeros australianos. La empresa cerró la oficina de Bristol en 1887, que comerciaba principalmente con las Indias Occidentales y transfirió su personal a Liverpool. La oficina de Liverpool cerró en 1909 y el personal se trasladó a Londres, donde realizaban su negocio en los barcos de fletamento del Báltico para su negocio de nitrato en Europa y Estados Unidos.: 41, 100, 132 
Se expandieron a muchas otras áreas de negocios y en 1963 la compañía era la sociedad comercial más grande del hemisferio sur con intereses en minería, transporte marítimo, actividades agrícolas (con varios millones de acres de estaciones para ganado ovino y vacuno), seguros, materiales de construcción, maderera y banca mercantil.

## Banqueros y financieros
Al principio de su carrera, Anthony Gibbs actuó como banquero privado para sus clientes en España, América del Sur y otros lugares. Había comprado y vendido valores y cobrado dividendos en nombre de clientes, además de aceptar facturas de venta. Estas actividades bancarias se convirtieron en una parte integral de su negocio que sus descendientes que asumieron la empresa desarrollaron en el siglo XX.
En 1887, Anthony Gibbs and Sons invitó a suscribir acciones de Hotchkiss Ordnance Co. Ltd. (fabricante de armamento) por un valor de poco más de £1 millón. Así se convirtió en un banco mercantil. En 1890, la empresa formó parte del sindicato del Banco de Inglaterra creado para rescatar al Barings Bank durante la crisis de Baring. En ese momento, Henry Hucks Gibbs era socio de Anthony Gibbs and Sons y director del Banco de Inglaterra.
La empresa emitió muchos otros préstamos en esta época, como £6 millones al gobierno mexicano; 5 millones de libras al gobierno griego; £600.000 al Ferrocarril Argentino N. E.; £400.000 a la United States Brewery Co.; £320.000 al Ferrocarril de Jamaica; y £250.000 al Estado de San Luis Potosí en México.: 33 
También eran accionistas y patrocinadores financieros de los Ferrocarriles Mexicanos y de la Compañía Mexicana de Gas y Luz Eléctrica, para quienes encargaron y enviaron la planta y el equipo inicial de la empresa desde Gran Bretaña.

## Buques de guerra chilenos y argentinos
A finales de 1901 Chile y Argentina estaban involucrados en una carrera armamentista naval. En 1902, como parte de los Pactos de Mayo, que pusieron fin a las tensiones casi bélicas entre ambos países, Argentina vendió a Japón sus dos buques de guerra que estaban en construcción en Italia. Como resultado, en 1903 Chile también puso a la venta sus buques de guerra.
Si bien el Reino Unido no estaba del todo interesado en los barcos, la política internacional tuvo prioridad: cuando el Imperio ruso hizo una oferta por los barcos, a los británicos les preocupó que los dos barcos pudieran usarse contra su nuevo aliado Japón. En ese momento, Anthony Gibbs & Sons estaba dirigido por la sociedad de Alban Gibbs y su hermano menor Vicary Gibbs, quienes se ofrecieron a financiar la compra de los barcos por parte del Almirantazgo. Como resultado, el Almirantazgo compró ambos acorazados chilenos el 3 de diciembre de 1903 por £2.432.000, que pasaron a llamarse Constitución y Libertad a Triumph y Swiftsure.: 35 

## Historia posterior
En 1973, la empresa empezó a cotizar en la Bolsa de Valores de Londres. Durante la salida a bolsa inicial, Midland Bank adquirió una participación y, en 1981, HSBC adquirió todo el negocio para formar la base de HSBC Insurance Brokers. Después de disolver la compañía en 2005 y absorber completamente los activos en la estructura de su grupo, HSBC vendió su división de corretaje de seguros comerciales a Marsh McLennan en 2012, muchas de las cuales incluyen el nombre Gibbs.

## Guildhall Library
La biblioteca Guildhall Library de Londres conserva los documentos acumulados por esta empresa.